# Кустково
Кустко́во — деревня в Иссадском сельском поселении Волховского района Ленинградской области.

## История
Деревня Кусткова упоминается на карте Санкт-Петербургской губернии Ф. Ф. Шуберта 1834 года.

КУСКОВО — деревня принадлежит коллежской секретарше Тугариновой и надворной советнице Философовой, число жителей по ревизии: 7 м. п., 16 ж. п.. (1838 год)

КУСКОВО — деревня статской советницы Измайловой и наследников титулярного советника Бестужева, по просёлочной дороге, число дворов — 9, число душ — 33 м. п. (1856 год)

КУСТКОВО — деревня владельческая при колодце, число дворов — 9, число жителей: 34 м. п., 16 ж. п.. (1862 год)

В конце XIX — начале XX века деревня находилась в составе Иссадской волости 2-го стана Новоладожского уезда Санкт-Петербургской губернии.
По данным «Памятной книжки Санкт-Петербургской губернии» за 1905 год деревня называлась Кустново и входила в Горчаковское сельское общество.
Согласно карте Петроградской и Новгородской губерний издания 1915 года деревня называлась Кусткова.
Согласно данным переписи населения СССР 1926 года в деревне Кусково Чернавинского сельсовета Октябрьской волости Волховского уезда проживали 54 человека — все русские.
По данным 1933 года деревня Кустково входила в состав Иссадского сельсовета Волховского района.

План деревни Кустково. 1941 год

Согласно топографической карте РККА 1941 года деревня насчитывала 9 дворов.
По данным 1966, 1973 и 1990 годов деревня Кустково также входила в состав Иссадского сельсовета.
В 1997 году в деревне Кустково Иссадской волости проживали 4 человека, в 2002 году — 5 человек (русские — 80 %).
В 2007 году в деревне Кустково Иссадского СП — 7 человек.

## География
Деревня находится в северной части района к югу от центра поселения, деревни Иссад, ближайший населённый пункт — деревня Бабино.
Близ деревни проходит автодорога 41К-059 (Волхов — Бабино — Иссад).
Расстояние до административного центра поселения — 4 км.
Расстояние до ближайшей железнодорожной станции Волховстрой I — 29 км.

## Демография
| 1862 | 2002 | 2007 | 2010 | 2017 |
| ---- | ---- | ---- | ---- | ---- |
| 50   | ↘5   | ↗7   | ↘6   | ↘4   |

### Национальный состав
Согласно данным Всероссийской переписи населения 2021 года в деревне проживали 11 человек, все русские.